# سانتي ماري
سانتي ماري (بالإيطالية: Sante Marie)‏ هي بلدية في مقاطعة لاكويلا في إقليم أبروتسو الإيطالي.

## السكان
في سنة 1861 بلغ عدد السكان 2٬563 نسمة، وتطور العدد ليصل في سنة 2011 لـ 1٬208 نسمة.
يظهر هذا المخطط البياني تطور النمو السكاني لـ سانتي ماري